# Sperbereule
Die Sperbereule (Surnia ulula) ist eine mittelgroße Eulenart, die in den borealen Nadelwäldern Eurasiens und Nordamerikas beheimatet ist.

## Namensherkunft
Ihren Namen hat sie aufgrund ihrer Ähnlichkeit mit dem Sperber (Accipiter nisus) erhalten. Ähnlich wie beim Sperber ist ihre Unterseite quer gebändert. Auch im Seitenprofil und im Flug erinnert sie an einen Sperber. Wie dieser hat sie einen schnellen und wendigen Jagdflug und vermag ihre maximale Fluggeschwindigkeit sehr schnell nach dem Start zu erreichen. Aber nicht nur in Gefieder und Flugbild (mit recht langem Schwanz) ist sie dem Sperber ähnlich, sondern auch in ihrer Lebensweise: Sie ist am Tage und in der Dämmerung aktiv und macht Jagd auf Kleinvögel und Wühlmäuse. Der Name Sperbereule wurde erstmals 1773 in deutscher Sprache verwendet. Bis etwa 1900 wurden auch die Namen Habichtseule, Eulenfalk und Falkeneule verwendet.

## Aussehen
Die Sperbereule ist mit einer Körperlänge von 35 bis 43 Zentimetern eine mittelgroße Eule, ihre Flügelspannweite reicht von 69 bis 82 Zentimetern.
Der Schwanz der Sperbereule ist auffallend lang und keilförmig auslaufend. Der abgeflachte Kopf ist im Verhältnis zum Körper klein. Wie viele Eulen hat sie einen hellen Gesichtsschleier, der deutlich braunschwarz umrahmt ist. Die Iris der Augen ist gelb. Auch der Schnabel ist hellgelb gefärbt.

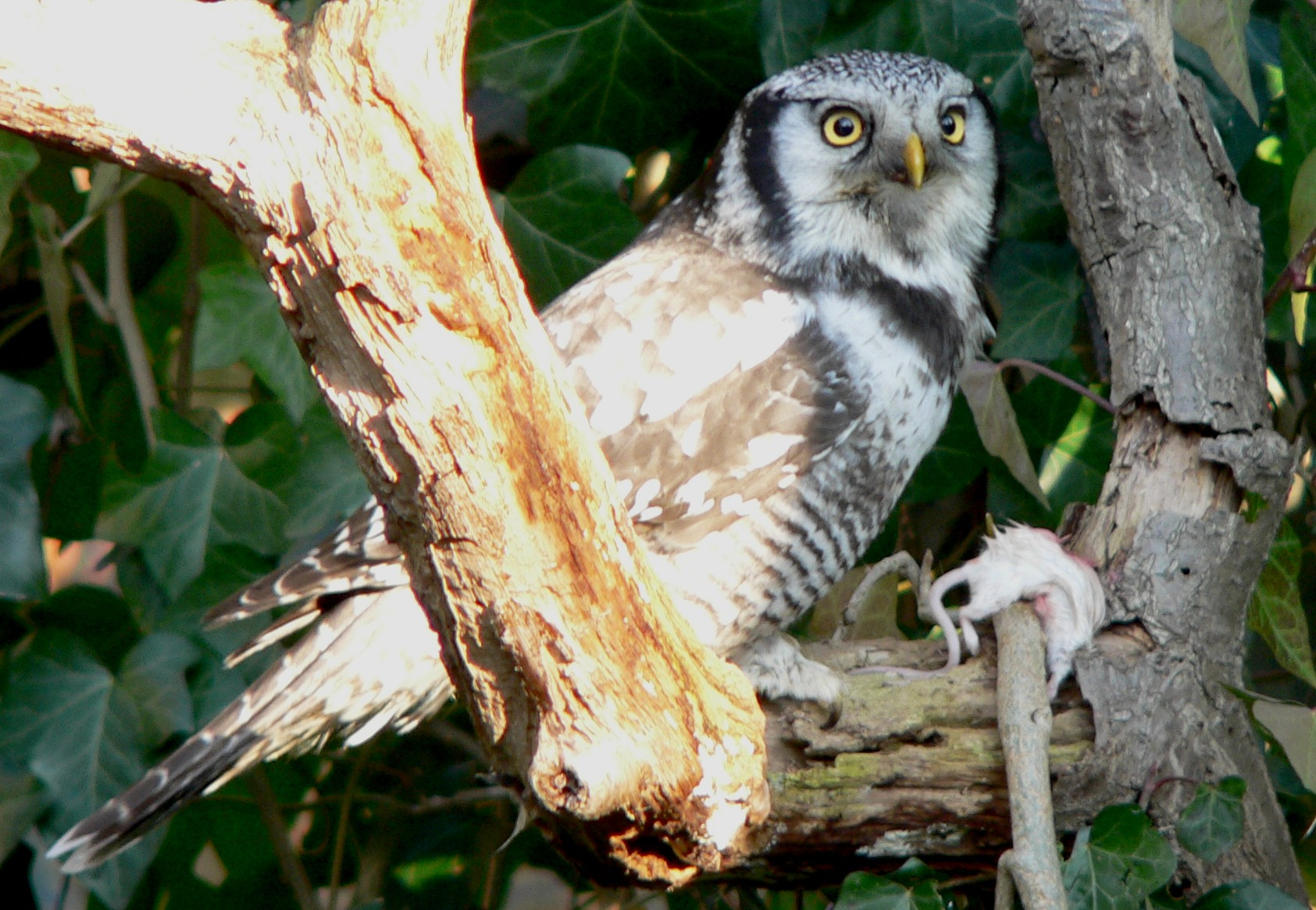
In der Seitenansicht ist deutlich der verhältnismäßig kleine und flache Kopf zu erkennen – gut zu erkennen auch die Ähnlichkeit zum Sperber

Das Rückengefieder ist bräunlich-schwarz mit weißen Flecken. Auf der Unterseite ist das Gefieder weiß mit schmalen dunkelgrau-braunen Querbändern. Diese schwarzweiße Bänderung setzt sich bis zur Schwanzspitze fort. Sie macht diese Eule auch im Flug gut erkennbar.
In ihrer Gefiederfärbung unterscheiden sich männliche und weibliche Vögel nicht; weibliche Vögel sind jedoch etwas schwerer als Männchen. Männchen wiegen im Schnitt etwa 270 Gramm, weibliche Vögel im Durchschnitt 320 Gramm. Jungvögel sind insgesamt etwas graubrauner gefärbt und haben noch keine deutliche Bänderung der Unterseite.

## Stimme
Wie viele Eulen verfügt auch die Sperbereule über eine Reihe ganz unterschiedlicher Lautäußerungen:
Die häufigste, in vielen Klangvariationen und sehr unspezifisch eingesetzte Äußerung beider Geschlechter ist ein kurzer, lockerer Triller, der - speziell zur Anpaarungszeit - nahezu jeden Kontakt mit Artgenossen und jede Aktion begleitet. Weichblubbernd, schnurrend, kollernd, hämmernd bis rauh-sägend begleiten Triller die aggressiv wirkenden Verfolgungsflüge zur Anpaarung und Feindabwehr, auch leiten sie erste Beuteübergaben und Kopulationen ein. (Mebs & Scherzinger, S. 364)
Die Sperbereule singt dabei mit geöffnetem Schnabel den Artgenossen an, sträubt das Gefieder unterhalb des Schnabels, wippt erregt mit dem Schwanz oder bewegt sich ruckartig im Geäst.
Am deutlichsten ist der Reviergesang des Männchens zu vernehmen, der einer rollenden oder perlenden "hu hu huhu ü ü üüüüüü"-Rufreihe entspricht. Der Ruf beginnt verhältnismäßig leise und steigert sich dann in seiner Lautstärke. Begegnen sich die zwei Partner, fallen diese Triller etwas kürzer aus und werden gelegentlich im Duett vorgetragen.
Zum Balzverhalten gehören auch die Bettelrufe der Weibchen, die an ein heiseres "chät" erinnern. Die Bettelrufe der Jungen nach Futter sind gedehnter und zischender und erinnern an ein "tschschui-epp".
Zu den Lauten der Feindabwehr und bei Kämpfen zwischen Artgenossen gehört auch Fauchen und Schnabelknappen.

## Verbreitung

Verbreitung der Sperbereule
Ganzjähriges Vorkommen
Überwinterungsgebiete

Die Sperbereule besiedelt die borealen Nadelwälder der Holarktis vom nördlichen Norwegen und Schweden bis nach Kamtschatka und Sachalin sowie in Alaska und Kanada. In Estland ist 2013 zum ersten Mal seit 1974 wieder ein Paar beim Brüten beobachtet worden. Die nördliche Verbreitungsgrenze entspricht weitgehend der Baumgrenze.
Trotz dieses umfangreichen Verbreitungsgebietes werden nur drei Unterarten unterschieden:
- Surnia ulula ulula lebt im Norden der Paläarktis.
- Surnia ulula tianschanica lebt in dem mittelasiatischen Tianshan-Gebirge.
- Surnia ulula caparoch unterscheidet sich von den zwei anderen Unterarten durch ein dunkleres Gefieder und ist im nördlichen Nordamerika verbreitet.

## Lebensraum
Die Sperbereule nutzt vor allem die Waldbereiche, in denen Bäume lückig stehen und Ansitzwarten in Form von dürren Bäumen vorhanden sind. Sie gehört zu den Arten, die von dem Holzeinschlag in den nordischen Wäldern profitieren. Dabei müssen jedoch ausreichend alte Bäume stehen bleiben, die halboffene Baumhöhlen als Brutgelegenheit bieten und außerdem genug Ansitzwarten für die Jagd zur Verfügung stehen. Die Sperbereule lebt auch in Mischwäldern, wenn diese mit genügend offenen Flächen durchsetzt sind. So ist sie beispielsweise in der Nähe von Hochmooren und trockenen Hügeln sowie in der Nähe von Kahlschlägen zu finden.
Die Siedlungsdichte ist vor allem von der Dichte ihrer hauptsächlichen Beute, den Wühlmäusen abhängig. An das von Jahr zu Jahr unterschiedliche Aufkommen von Wühlmäusen passt sie sich mit zum Teil sehr ausgedehnten Wanderungen an, verlässt dabei jedoch in aller Regel die borealen Nadelwälder nicht.
Sperbereulen sind damit sogenannte „Überlebenswanderer“ – bricht das Beuteangebot zusammen, kann es zu einer Auswanderung ganzer Eulenpopulationen aus einer Region kommen. Dieses Verhalten zeigen im nördlichen Europa u. a. auch die Schneeeule und der Raufußbussard. Die Sperbereule wird aufgrund dieses Wanderverhaltens zu den vagilen oder nomadischen Vogelarten gezählt.

## Beutetiere

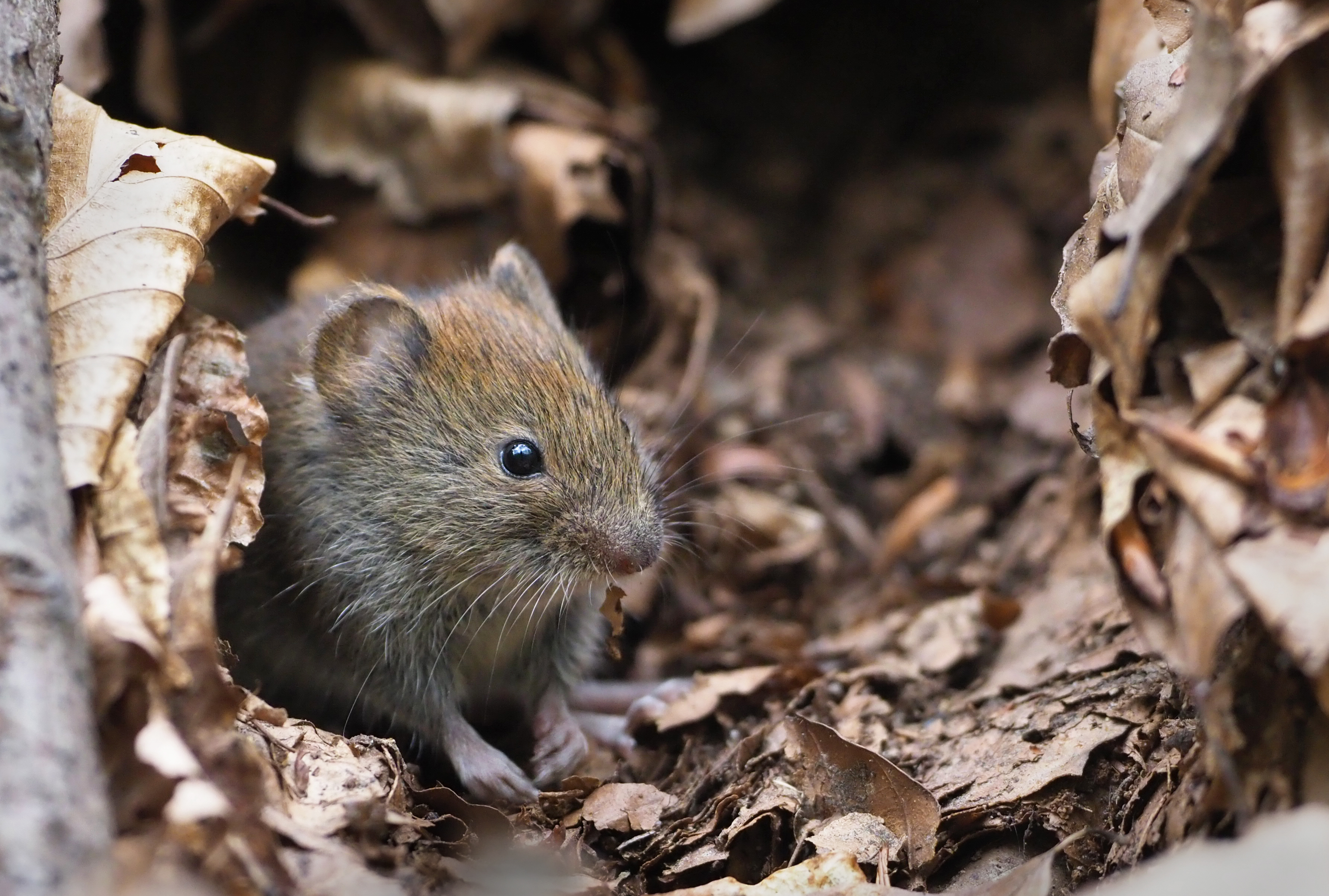
Rötelmaus (Myodes glareolus) – sie stellt vor allem während der Brutzeit die Hauptbeute für die Sperbereule dar

Die Nahrungszusammensetzung der Sperbereule schwankt im Jahresverlauf. Während der Zeit, in der sie brütet und Junge aufzieht, besteht ihre Beute nahezu ausschließlich aus Wühlmäusen (Myodes spec. und Microtus spec.).
Die Sperbereule erbeutet nur selten Tiere, die schwerer als 70 Gramm sind. Früher war man davon überzeugt, dass auch Lemminge eine größere Rolle innerhalb des Beutespektrums von Sperbereulen spielen. Obwohl Sperbereulen opportunistische Jäger sind und sich dem jeweiligen Beuteaufkommen rasch anpassen, gehören Lemminge jedoch nur sehr selten zu den Tieren, die von Sperbereulen geschlagen werden.
Außerhalb der Brutzeit und der Jungenaufzucht sinkt der prozentuale Anteil der Wühlmäuse an der Gesamtbeute auf 57 %. Dann steigt der Anteil, den Kleinvögel ausmachen, deutlich an. Gelegentlich schlagen sie dann auch größere und schwerere Vögel wie etwa Schneehuhnarten und Haselhühner sowie Drosseln. Im Durchschnitt machen Vögel dann 30 Prozent der Beutetiere aus. Einen weiteren wesentlichen Anteil an den Beutetieren haben in dieser Zeit Spitzmäuse. Bei Nahrungsmangel werden auch Käfer und Frösche erbeutet.

## Verhalten

### Jagdweisen
Die Sperbereule jagt fast ausschließlich am Tag und während der Dämmerung. Selbst helle Vollmondnächte werden von ihr nicht zur Jagd genutzt.
Die Jagdweisen der Sperbereule sind abhängig von der Beute, die sie erjagen möchte. Mit der Ansitzjagd erspäht sie Mäuse am Boden, auf die sie von dieser Warte heraus hinabstößt:
...zum Absprung legt sie das Gefieder schlank an, beugt sich schräg - zum Teil horizontal - vor und wirkt hochkonzentriert ... Zum Mäusefang läßt sich die Eule nahezu senkrecht fallen, auch gleitet sie flach über den Boden oder rüttelt ausdauernd über der Beute. Lebende Mäuse packt sie ein- oder beidbeinig, auch im Vorbeifliegen. Nur bei größerer Beute landet sie und nimmt mit weit vom Körper abgestreckten Flügeln die "Fangstellung" ein. (Mebs & Scherzinger, S. 366)
Ihre ausgeprägten Flugfähigkeiten kommen erst bei der Jagd auf Vögel wirklich zum Einsatz. Sie ist in der Lage, Vögeln dicht zu folgen und sich deren Flugmanövern blitzschnell anzupassen. Vögel sind ihre Hauptbeute während des Winters, wenn Mäuse aufgrund der hohen Schneedecke schwer zu erbeuten sind.
Die Beute wird durch Walken mit den Fängen und Beißen getötet. Häufig tötet die Sperbereule ihre Beute auch durch einen gezielten Biss ins Genick. Fängt die Sperbereule mehr Beute, als sie an einem Tag benötigt, wird diese deponiert. Sie versteckt dazu ihre Beute gerne in Spalten und Höhlen von Baumstämmen.

### Ruheverhalten
Sperbereulen verhalten sich tagsüber sehr agil und unterscheiden sich darin von den meisten Eulenarten. Unter lebhaftem Kopfwenden beobachten sie von ihren Warten aus ihre Umgebung, wippen dabei mit dem Schwanz und wechseln häufig ihren Sitzplatz. Diese Bewegungen erfolgen dabei ohne einleitende Bewegungen und damit sehr abrupt. Auf menschliche Beobachter wirkt sie durch dieses Verhalten "hektisch".
In ihrem typischen Ruheverhalten kauern Sperbereulen aufrecht mit locker aufgeplustertem Gefieder auf den dürren Ästen exponiert stehender Bäume. Sie sind damit von weither zu sehen – anders als bei anderen Eulenarten kommt es dabei jedoch nicht zum sogenannten „Hassen“ durch andere Vögel. Vögel erkennen normalerweise die typischen Erscheinungsmerkmale ihres Fressfeinds „Eule“ – gedrungene Gestalt, kugeliger Kopf, nach vorne gerichtete Augen – und reagieren darauf mit Alarmverhalten und gelegentlich sogar Attacken auf die entdeckte Eule. Bei der Sperbereule dagegen bleibt dies aus, da bei ihr diese Erscheinungsmerkmale weniger stark ausgeprägt sind.
Sperbereulen baden sehr gerne und regelmäßig mit großer Hingabe. Völlig durchnässt klettern sie dann mit Hilfe des Schnabels ins Geäst. Ein Baden in Sand oder Staub hat man bei Sperbereulen dagegen bisher nicht beobachtet.

## Fortpflanzung

### Balz
Sperbereulen leben normalerweise in einer monogamen Saisonehe zusammen, das heißt, das Paar bindet sich nur für eine Brutsaison aneinander. In seltenen Fällen kommt es zu Polygynie, indem ein Männchen mehrere brütende Weibchen mit Beute versorgt.
Zu Balzaktivitäten kann es bereits im Herbst kommen, die Balz fällt aber vor allem in die Monate März und April. Die Balz ist besonders zu Anfang abwechselnd von aggressivem Verhalten, gegenseitigem Beknabbern des Gefieders, gemeinschaftlichem Ruhen im Geäst sowie gemeinsamen Trillerduetten gekennzeichnet. Besonders das Weibchen attackiert gelegentlich das werbende Männchen mit ihren Fängen.
Das Männchen zeigt dem Weibchen den Brutbaum oder den Eingang zur Bruthöhle an, indem es dorthin fliegt und das Weibchen mit Rufen lockt, die den späteren Fütterungsrufen gleichen. Mit Beuteübergaben durch das Männchen wird die Verpaarung eingeleitet.

### Der Nistplatz

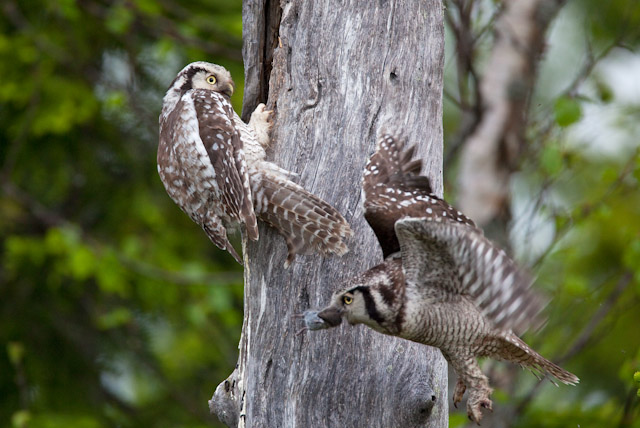
Paar vor Beuteübergabe an der Bruthöhle

Die Sperbereule brütet hauptsächlich in Baumhöhlen und bevorzugt dabei Schwarzspechthöhlen. Sie brütet aber auch in verlassenen Greifvogelhorsten oder – wie der Bartkauz – auf ausgefaulten Baumstümpfen.

### Die Brut

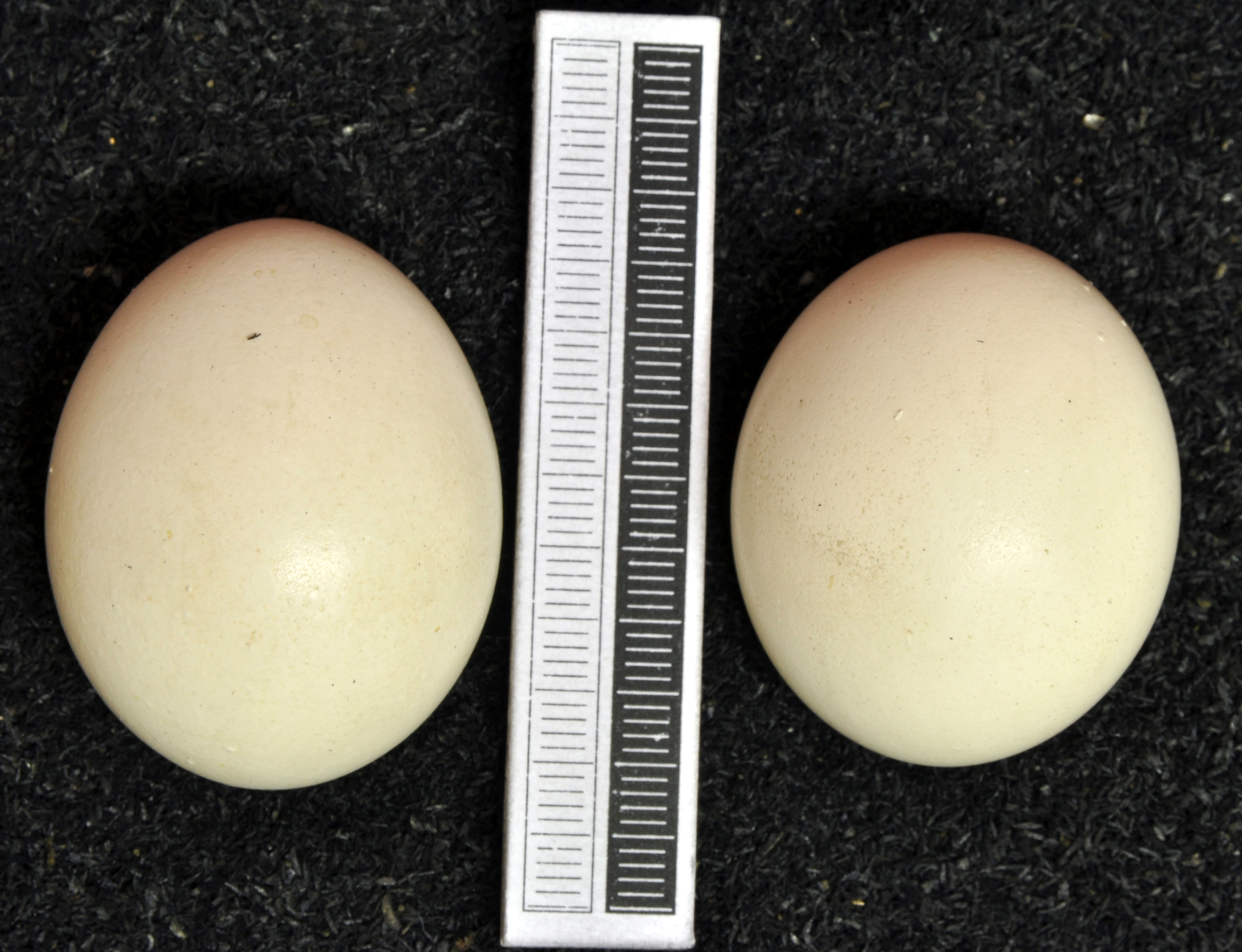
Gelege, Sammlung Museum Wiesbaden

Sperbereulen legen nur ein Gelege im Jahr, es gibt jedoch Ersatzgelege, wenn das Erstgelege oder die junge Brut verloren geht. Brutbeginn ist in der Regel ab Anfang April, die Jungen schlüpfen meist 28 bis 30 Tage später.
Sperbereulen zeichnen sich dadurch aus, dass sie ihre Gelegegröße dem Nahrungsangebot in sehr hohem Maße anpassen. Daher schwankt die Gelegegröße bei der Sperbereule zwischen drei und dreizehn Eiern. Die maximale Gelegegröße wird dann gelegt, wenn sich ihr Revier durch ein Wühlmaus-Massenaufkommen auszeichnet. Da der Legeabstand zwischen den einzelnen Eiern ein bis zwei Tage beträgt und das Sperbereulenweibchen mit den ersten Eiern zu brüten beginnt, kann die Altersspanne innerhalb einer Sperbereulen-Brut sehr groß sein. Gewöhnlich haben Gelege eine Größe von fünf bis acht Eiern. Nur das Weibchen brütet, das Männchen versorgt sie und später die Nestlinge mit Beute.

### Die Jungeulen

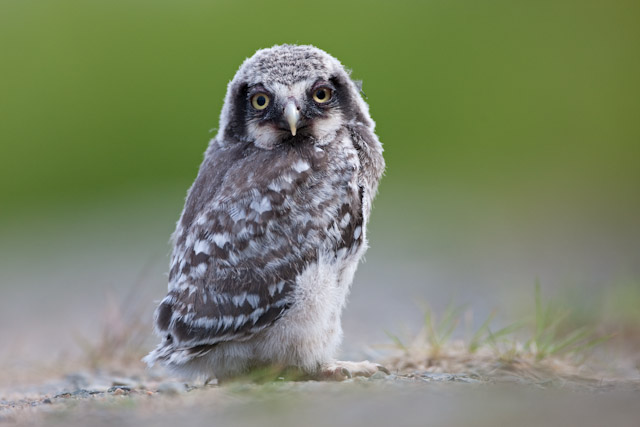
Ausgeflogener Jungvogel

Während der ersten drei Tage nach dem Schlupf liegen die nur schütter befiederten Nestlinge meist flach im Nest, bevor sie erstmals in der Lage sind, sich aufzurichten. Stehen können sie ab dem achten bis zehnten Lebenstag. Das Weibchen zerteilt anfangs die vom Männchen gebrachte Beute und verfüttert sie unter lockenden Lauten an die Nestlinge. Eine unzerteilte Maus können die Nestlinge erstmals ab dem 14. Lebenstag fressen, ab dem 16. Lebenstag tragen die Jungvögel ihr schokobraunes Ästlingskleid.
Jungvögel sind mindestens 20 Tage alt, bevor sie den Brutplatz verlassen. Der Zeitpunkt ist dabei von den Gegebenheiten des Brutplatzes und dem Alter der Geschwister abhängig:
Das Ausfliegealter beträgt bei Bruten in sicheren Baumhöhlen bis zu 5 Wochen, bei offenen Nestern hingegen meist nur 3 bis 4 Wochen; es kann bei der Sperbereule jedoch ungewöhnlich breit streuen, was mit der zum Teil sehr hohen Jungenanzahl zu tun haben dürfte. (Mebs & Scherzinger, S. 370)
Mit 30 bis 32 Tagen können die Jungvögel erste kurze Flüge von einem Ast zum nächsten bewältigen. Bis in den Herbst hinein werden die Jungvögel vor allem vom Männchen mit Beute versorgt; das Weibchen mausert nach der Brutphase. Mit Beginn der Herbstbalz beginnen die Altvögel die Jungvögel aus dem Revier zu vertreiben; es beginnt aber auch der Wandertrieb der Jungvögel einzusetzen. Diese Jugendwanderung ist für alle Eulen typisch; bei Sperbereulen hat man im Nest beringte Vögel bis zu 1.800 Kilometer von ihrem Brutort wieder aufgefunden.

## Fressfeinde und Feindverhalten

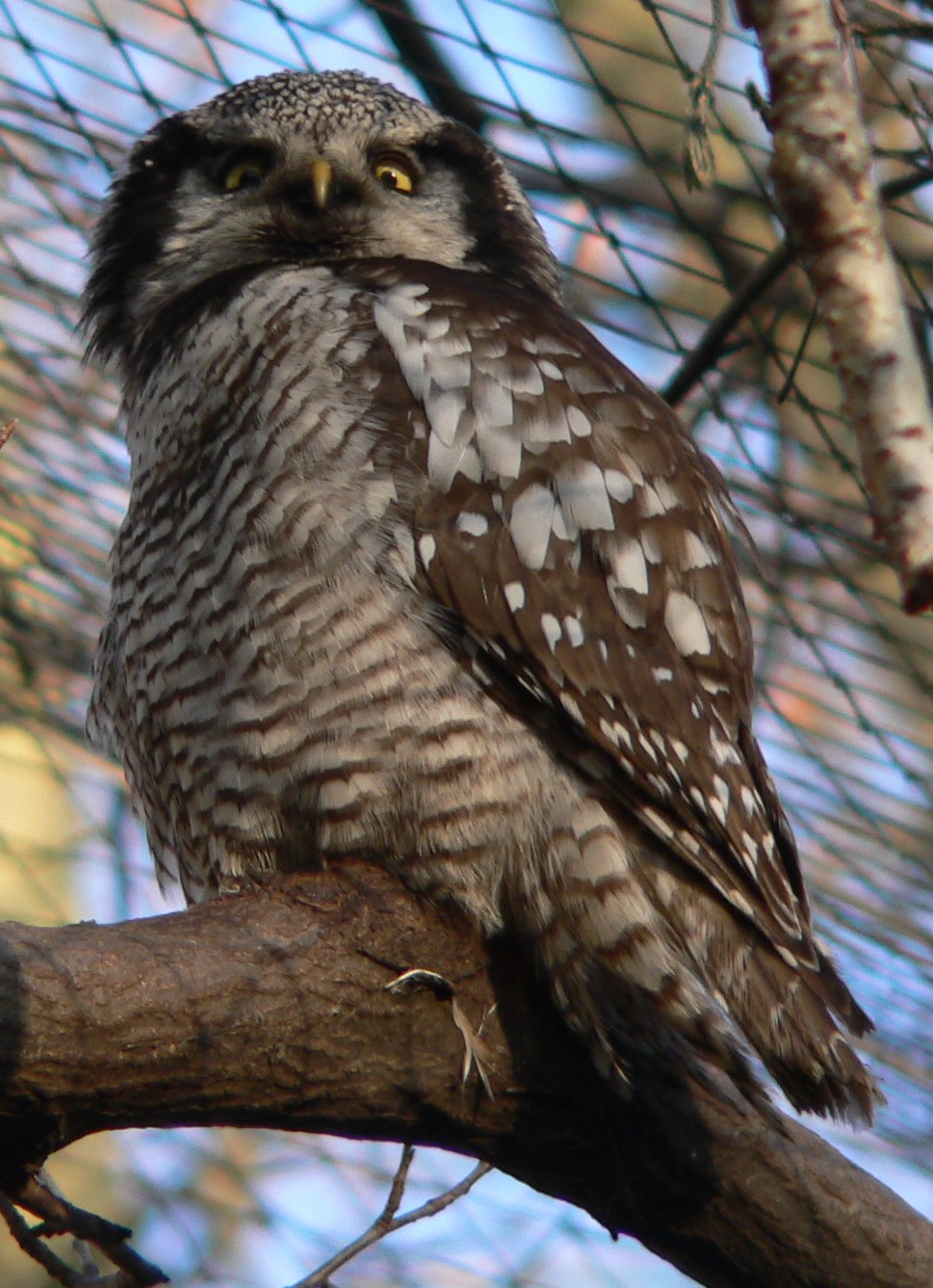
Sich gestört fühlende Sperbereule – Sperbereulen verteidigen insbesondere ihre Brut sehr energisch

Sperbereulen sind zum einen durch größere Eulenarten wie beispielsweise den Uhu gefährdet sowie durch Raubsäuger wie etwa Marder, die eine Bedrohung insbesondere für die noch flugunfähigen Sperbereulen darstellen.
Sperbereulen verteidigen ihre Brut sehr energisch, indem sie Angriffsflüge auf Raubsäuger oder auch Menschen fliegen, die sich dem Nest nähern. Sperbereulen zeigen außerdem ein abgestuftes Drohverhalten sowohl gegenüber potentiellen Feinden als auch gegenüber ins Brutrevier eindringenden Artgenossen, indem sie durch Veränderung der Flügelhaltung ihre Körpersilhouette vergrößern. Dieses Drohverhalten wird durch ein Repertoire an lauten, schrillen Alarmrufen begleitet.

## Lebenserwartung und Bestandssituation
Für die nur wenig standorttreue Sperbereule ist es schwierig, Daten zur Sterblichkeitsrate der Jungvögel, der durchschnittlichen Lebenserwartung sowie zur allgemeinen Bestandssituation zu ermitteln.
Die älteste beringte Sperbereule, die man wieder aufgefunden hat, hatte immerhin ein Lebensalter von 8,4 Jahren erreicht.
Stark schwankend ist die Bestandssituation in den einzelnen Jahren. Sind Wühlmäuse reichlich vorhanden, dann sind in Finnland bis zu 4.000 Brutpaare vorhanden. Bricht die Wühlmauspopulation jedoch zusammen, sind es manchmal nur noch 100 Paare, die dort zur Brut schreiten. Für das europäische Russland soll die Anzahl der Brutpaare zwischen 10.000 und 100.000 liegen. Für Norwegen, Schweden und Finnland wird der Bestand auf im Mittel etwas mehr als 8.000 Brutpaare geschätzt. Eine Schätzung aus dem Jahr 1997 ging von einer Population in Nordamerika zwischen 10.000 und 50.000 Paaren aus. BirdLife schätzte den Weltbestand 2015/16 auf 100.000 bis 500.000 adulte Sperbereulen.

## Sperbereule in Deutschland
Von 1790 bis Winter 2013/14 wurden in Deutschland 171 Nachweise mit 179 Sperbereulen getätigt. Von diesen 179 Sperbereulen wurden von 1790 bis 1929 102 abgeschossen. Weitere der wenig scheuen Eulen wurden eingefangen. Mit acht Nachweisen gab es im Winter 2013/14 die meisten Nachweise in einem Jahr.
2021 wurde zum ersten Mal seit über 30 Jahren wieder eine Sperbereule in Nordrhein-Westfalen entdeckt.

## Haltung in Zoos
Die Sperbereule gehört zu den Eulen, die gelegentlich in Zoos gehalten werden. Sie ist für die Zoohaltung interessant, weil sie anders als die meisten Eulenarten bereits in den Tagesrandstunden Aktivitäten zeigt.